# Albanië op het Eurovisiesongfestival 2022

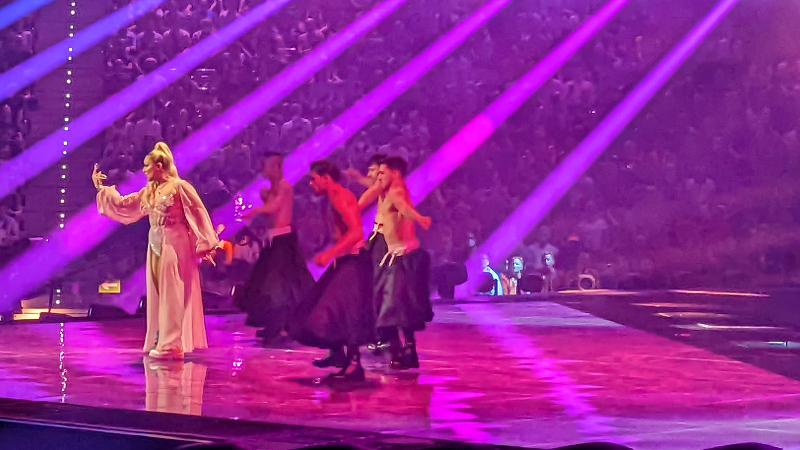
Ronela Hajati in Turijn.

Albanië nam deel aan het Eurovisiesongfestival 2022 in Turijn, Italië. Het was de 18de deelname van het land aan het Eurovisiesongfestival. RTSH was verantwoordelijk voor de Albanese bijdrage voor de editie van 2022.

## Selectieprocedure
Naar jaarlijkse gewoonte verliep de Albanese selectie via Festivali i Këngës, dat in december 2021 aan zijn 60ste editie toe was. Zowel componisten als artiesten moesten over de Albanese nationaliteit beschikken en alle nummers moesten volledig in het Albanees vertolkt worden, al kon er traditiegetrouw na afloop van Festivali i Këngës beslist worden om het winnende nummer naar het Engels te vertalen voor het Eurovisiesongfestival. Het festival vond plaats in het Pallati i Kongreseve in de Albanese hoofdstad Tirana.
Geïnteresseerden kregen van 5 juli tot 15 oktober 2021 de tijd om een bijdrage in te zenden. Op 9 november 2021 gaf de Albanese openbare omroep de lijst van deelnemers vrij. Er werden veertien gevestigde artiesten uitgenodigd om deel te nemen, aangevuld met zes nieuwkomers. Er werden twee halve finales georganiseerd waarin alle artiesten hun bijdrage brachten. Na afloop van de tweede halve finale vielen drie van de zes nieuwkomers af. Hierdoor telde de finale zeventien acts. In de finale riep een vakjury Ronela Hajati met Sekret uit tot winnaar.

## Festivali i Këngës 2021

### Finale
| Volgorde | Artiest              | Lied                |
| -------- | -------------------- | ------------------- |
| 1        | Olimpia Smajlaj      | Dua                 |
| 2        | Denis Skura          | Pse nuk flet, mama? |
| 3        | Kelly                | Meteor              |
| 4        | Sajmir Çili          | Nën maskë           |
| 5        | Ester Zahiri         | Hiena               |
| 6        | Kastro Zizo          | Kujë                |
| 7        | Urban Band           | Padrejtësi          |
| 8        | Gjergj Kaçinari      | Në ëndërr mbete ti  |
| 9        | Evi Reçi             | Më duaj             |
| 10       | Mirud                | Për dreq            |
| 11       | Endri & Stefi Prifti | Triumfi i jetës     |
| 12       | Ronela Hajati        | Sekret              |
| 13       | Shega                | Një                 |
| 14       | Janex                | Deluzional          |
| 15       | Evi Reçi             | Tjerr               |
| 16       | Alban Ramosaj        | Theje               |
| 17       | Eldis Arrnjeti       | Refuzoj             |
| 18       | Rezarta Smaja        | E jemja nuse        |

## In Turijn
Albanië trad aan in de eerste halve finale, op dinsdag 10 mei 2022. Ronela Hajati was als eerste van zeventien acts aan de beurt, meteen gevolgd door Citi Zēni uit Letland. Albanië wist zich niet te plaatsen voor de finale. Het land bleek uiteindelijk 12de te zijn geëindigd in de halve finale.